# Parapriacanthus marei
Parapriacanthus marei är en fiskart som beskrevs av Fourmanoir, 1971. Parapriacanthus marei ingår i släktet Parapriacanthus och familjen Pempheridae. Inga underarter finns listade i Catalogue of Life.